# Катаянокка (район)
Катаянокка (фін. Katajanokka, швед. Skatudden) — квартал Гельсінкі, Фінляндія. Площа — 0.57 км², населення — 4 491 осіб (2013). Район розташований поруч з центром Гельсінкі, хоча в першому великому міському плані Гельсінкі, на середину 18 століття, терен був за межами укріплень, якими планували оточити місто. Спочатку терен був мисом півострова Гельсінкі, але зараз він є фактично островом, оскільки в XIX столітті через перешийок було вирито невеликий канал Катаянокка.

## Огляд
На півдні Катаянокки розташована пасажирська гавань, звідки вирушають великі круїзні лайнери, що прямують між Гельсінкі, Стокгольмом, Марієгамном, Таллінном та Ростоком. Решта району забудована багатоквартирними будинками, проте є декілька невеликих парків. Західна частина житлового району, знана як «Стара частина» Катаянокки, — це квартал є добре збереженим прикладом архітектури модерну початку 20 століття, хоча до середини ХІХ століття центр Гельсінкі був забудований кам'яними будівлями — територія Катаянокка була забудована дерев'яними будинками. Східна частина була закритою військовою зоною, де була розташована військово-морська база та корабельні, пізніше комерційні верфі. В 1970-х і 1980-х роках відбулась реконструкція переважно в житлову зону, що має називу «Нова сторона» Катаянокки. Новий житловий район вважається винятковим прикладом сучасного міського планування. Основною частиною проєкту було перетворення та розширення старих російських військово-морських казарм на будівлю Міністерства закордонних справ Фінляндії.
Північ Катаянокки як і раніше служить базою для фінської берегової охорони, Гельсінської морської поліції, а також фінського криголамного флоту.
Туристичними пам'ятками Катаянокки є Успенський собор (архітектор Олексій Горностаєв, 1868), комплекс Мерікасармі МЗС (архітектор Карл Людвіг Енгель, 1825) та фінська штаб-квартира Stora Enso (архітектор Алвар Гуго Аалто, 1962)).
Інша знаменита будівля в Катаянокці — колишня окружна в'язниця Південної Фінляндії. Колишня в'язниця була побудована в 1837 році і функціонувала як в'язниця до 2002 року. У в'язниці відбувся великий ремонт інтер'єру, щоб перетворити камери в'язниці в готельні номери, а секції з двома або трьома камерами були об'єднані, щоб створити поточні готельні номери. Готель Best Western Premier Katajanokka відкрився у травні 2007 року зі 106 номерами. Ремонт коштував 15 мільйонів євро Бувши історичною будівлею, суворі обмеження були накладені на перепланування через строгий режим захисту історично значущих будівель, що діє у Фінляндії. Таким чином, готель зберіг екстер'єр, а також центральний коридор старої в'язниці і навіть старі тюремні стіни. Ресторан на першому поверсі готелю намагався зберегти більшу частину характеру старої в'язниці, і називається «Jailbird Restaurant». Проте колишні ув'язнені повідомили фінській газеті, що ресторанні «тюремні столові прибори» сильно відрізняються від тих, що фактично використовувалася у в'язниці: наприклад, ув'язнені ніколи не пили з бляшаних чашок.

## Галерея

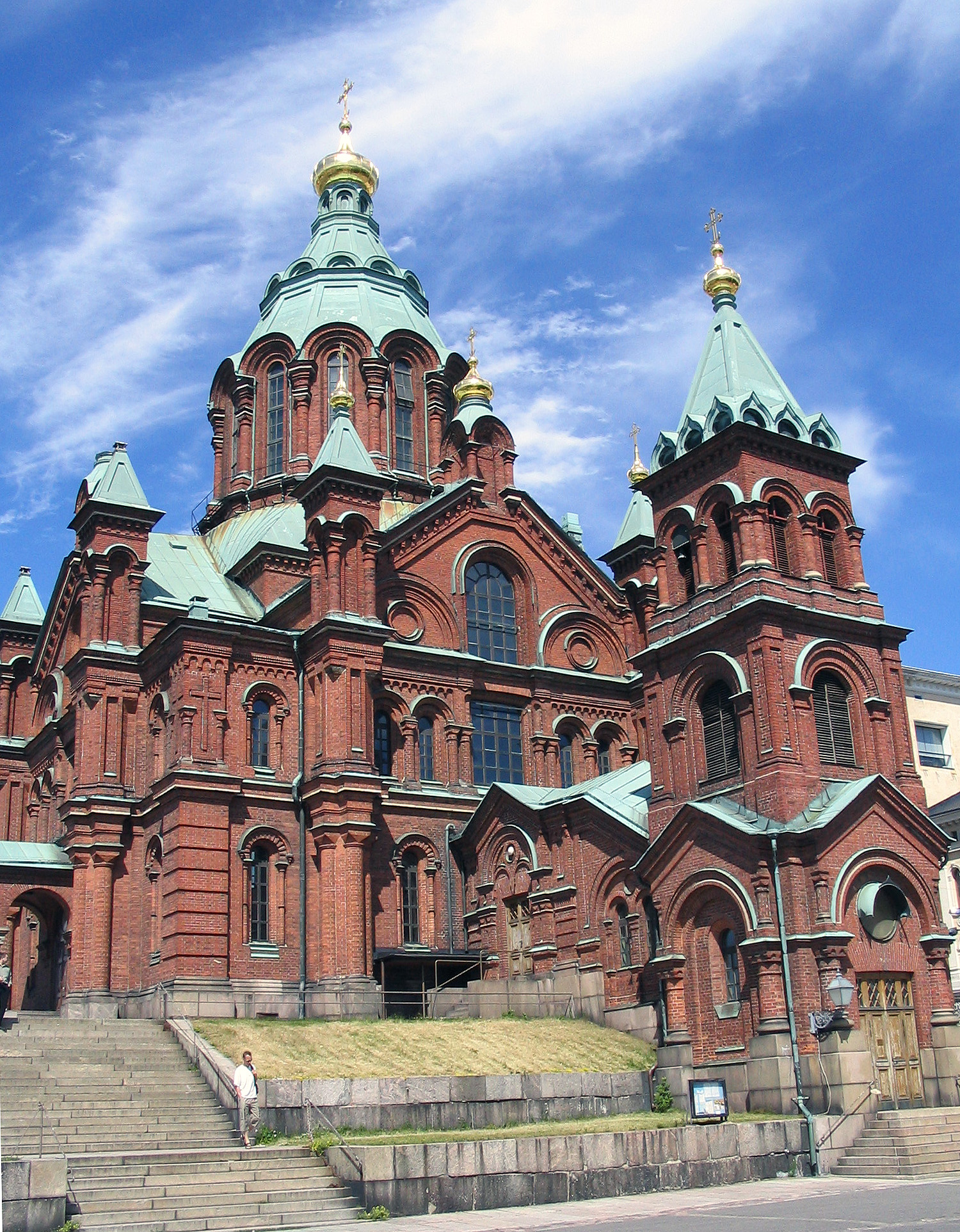
Успенський собор
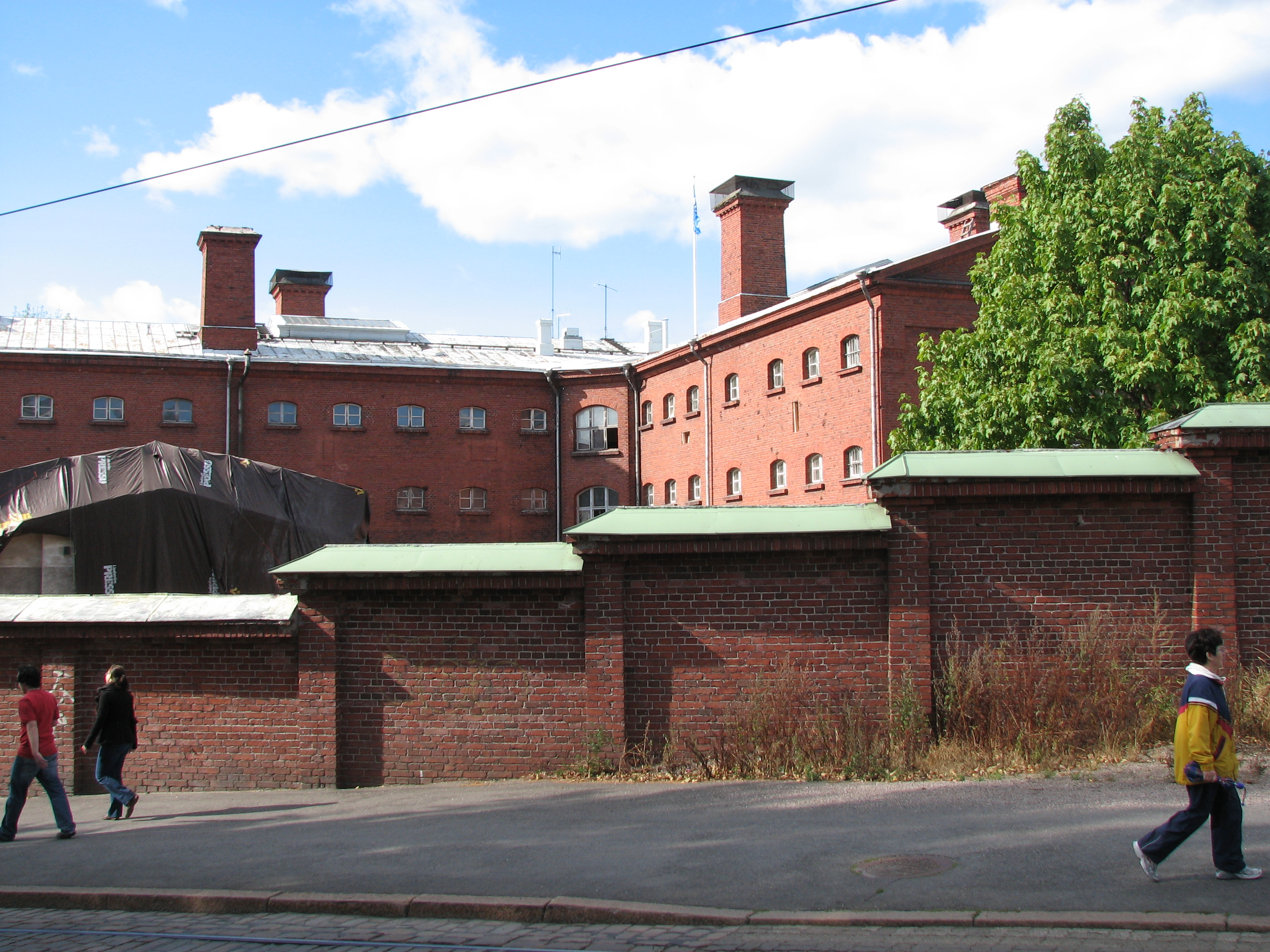
В'язниця, перебудована на готель
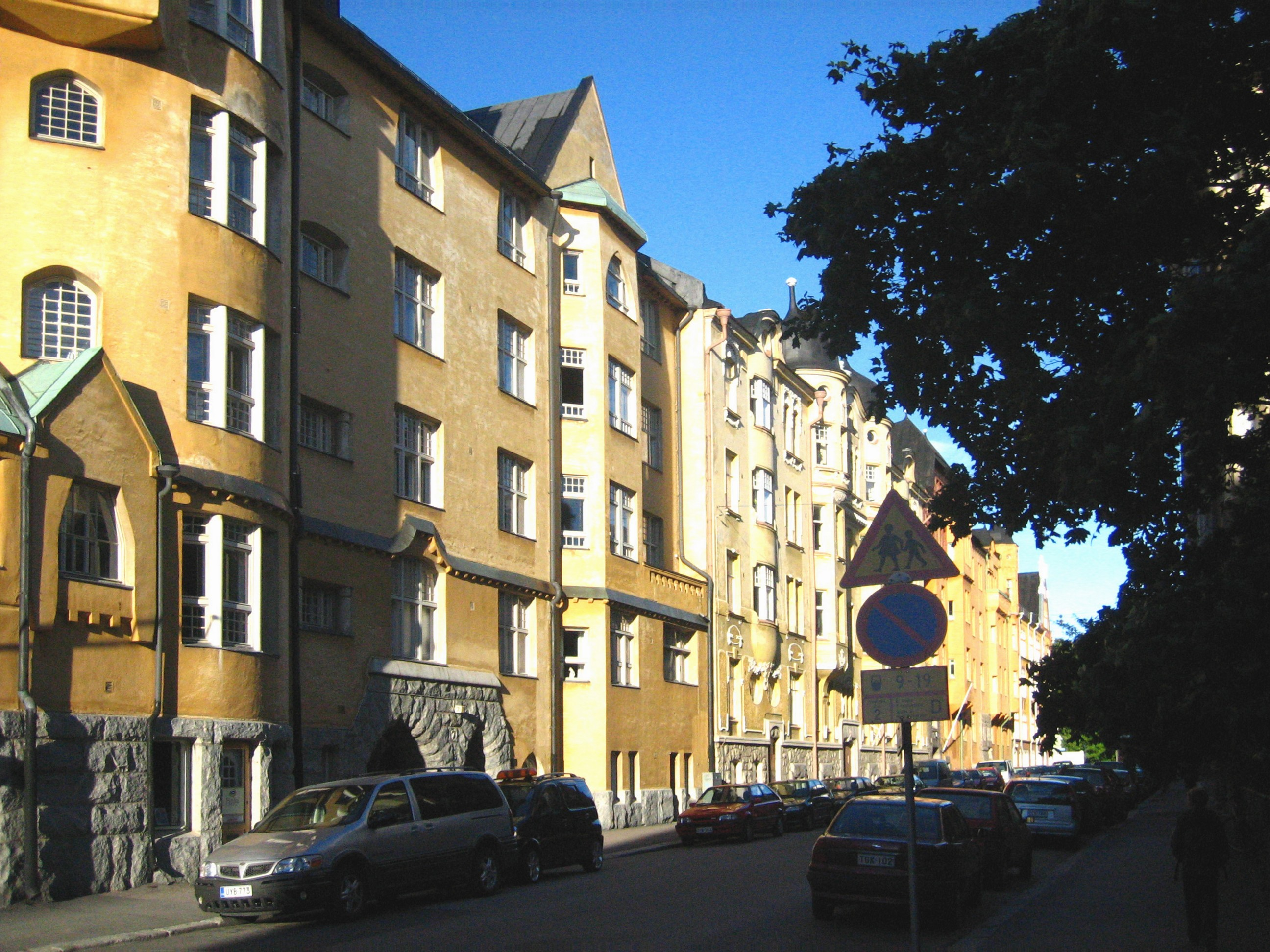
Будівля у стилі модерн
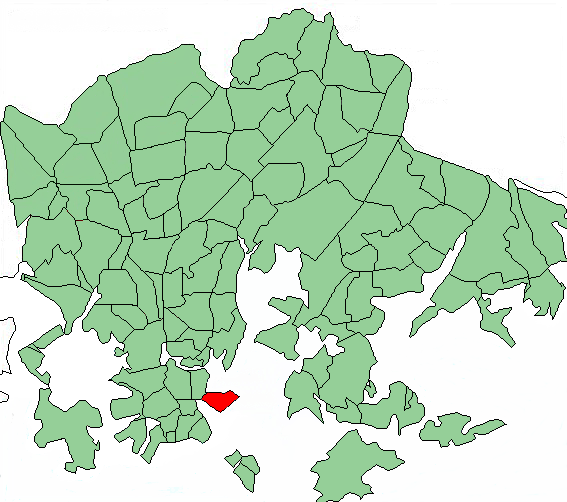
Катаянокка на мапі Гельсінкі